# Albert Salat i Martínez
Albert Salat i Martínez   (9 de febrer de 1991) és un jugador de bàsquet català que juga amb el CB Cornellà a la lliga LEB des del 2009, després d'haver jugat de juvenil al FC Barcelona. Mesura 1,95 metres, i juga a la posició de base. El 2009, es va proclamar campió del concurs de triples de la 30 edició del Torneig Internacional Júnior de l'Hospitalet amb el FC Barcelona. El 2016, va fitxar pel Club Bàsquet Cerdanyola.